# 1939年の航空
< 1939年
1938年の航空 - 1939年の航空 - 1940年の航空

## 航空に関する出来事
- 2月9日 - アレックス・ヘンショーがパーシバル ミューガルで、イギリスからケープタウンまでを4日間と10分で飛行した。
- 2月19日 - イタリアの戦闘機カプロニ・ヴィッツォーラ F.5が初飛行。
- 3月30日 - ハンス・ディエタール(Hans Dieterle)がハインケル He 100で 746km/hの速度記録を樹立した。
- 4月28日 - ウラジミール・コキナキとミハイル・ゴディエンコがモスクワからニューヨークまでの無着陸飛行を試みるが、悪天候のためMiscou島に着陸した。
- 5月 - 日本海軍による最初の重慶爆撃がおこなわれた。
- 5月 - 東京瓦斯電気工業の航空機部門が日立航空機して分離独立した。
- 7月 - アメリカ合衆国の動物学者、リチャード・アーチボルトが、カタリナ飛行艇でニューギニア探検を行った後、オーストリア、インド洋、アフリカの赤道地帯を横断してアメリカ合衆国に戻った。いわゆる「世界一周飛行」がおもに北半球だけを飛行したのに対して、南半球を含めた初めての世界一周飛行の達成とされる。

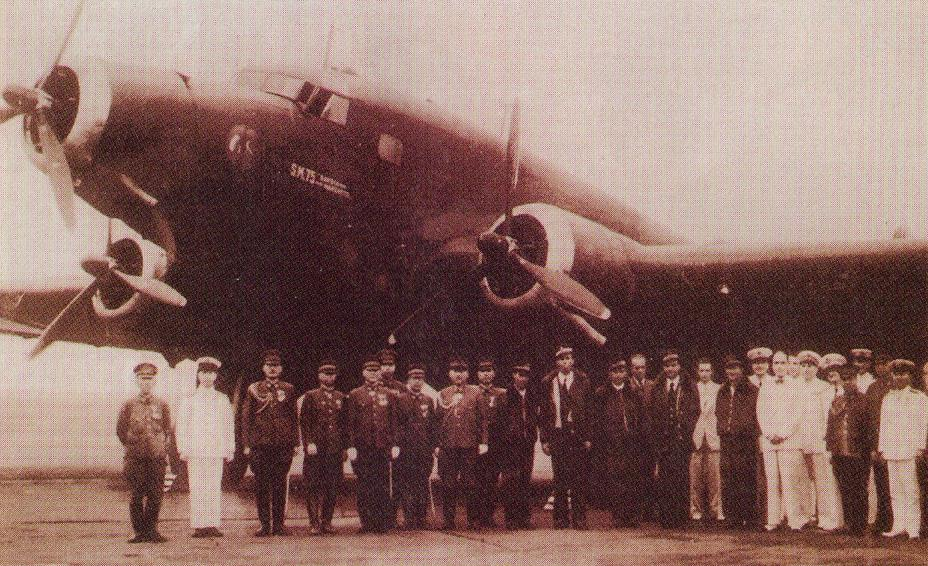
サヴォイア・マルケッティ SM.75

- 7月6日 - オルガ・クレピコヴァが、モスクワからOtradnojeまで、グライダーによる746 kmの世界記録飛行に成功。
- 7月20日 - エーリッヒ・ワルシッツの操縦で液体燃料ロケット、ハインケルHe 176が初飛行した。
- 7月30日〜8月1日 - 無着陸飛行記録挑戦のために改造されたサヴォイア・マルケッティ SM.75が57時間32分の飛行で12,937 kmを飛行し、世界記録を更新した。
- 8月11日 - パンアメリカン航空がイギリスのサザンプトンとニューヨークの間の定期運航を開始した。
- 8月26日 - フリッツ・ヴェンデルの操縦でメッサーシュミット Me209 が755 km/hの速度記録を樹立した。
- 8月26日〜10月20日 - ニッポン号（九六式陸上攻撃機の改造機）が世界1周親善飛行を行った。

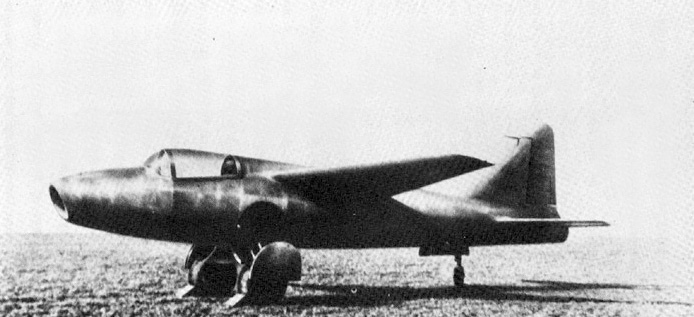
He 178

- 8月27日 - 初のターボジェット機ハインケル He 178がエーリッヒ・ワルシッツの操縦で初飛行した。
- 9月1日 - ドイツがポーランドに侵入し、ドイツ空軍の攻撃でポーランド軍の防衛力奪われた。
- 9月3日 - 英国とフランスがドイツに宣戦布告し、第二次世界大戦が勃発した。
- 9月3日 - ドイツの落下傘部隊が実戦に使われた。ポーランドのシレジアのポーランド軍の背後に降下した。
- 9月3日 - アームストロング・ホイットワース ホイットレイがドイツの都市への宣伝ビラの配布のために使用された。
- 9月4日 - イギリス空軍のブリストル ブレニムがドイツ軍艦隊を攻撃した。
- 10月8日 - イギリス空軍のロッキード ハドソンがドルニエ Do 18をユトランド半島で撃墜し、イギリス空軍最初の撃墜記録となった。
- 10月16日 - ドイツ空軍がフォース湾のイギリスの軍艦を攻撃し、最初のイギリスに対する攻撃となった。
- 11月 - ドイツ空軍がイギリス沿岸の機雷除去作戦を始める。
- 11月24日 - インペリアル航空と、旧ブリティシュ・エアウェイズが合併し、BOACが設立された。
- 11月30日 - ソビエト空軍がフィンランドのヘルシンキとヴィープリを空襲し、冬戦争が始まった。
- 12月18日 - イギリス空軍のビッカース ウェリントンがその損害の大きさからドイツの昼間爆撃に使用するのを取りやめられた。
- 12月26日 - オーストラリア空軍の最初の部隊が、英国に到着し参戦した。

## 1939年に初飛行した機体の画像

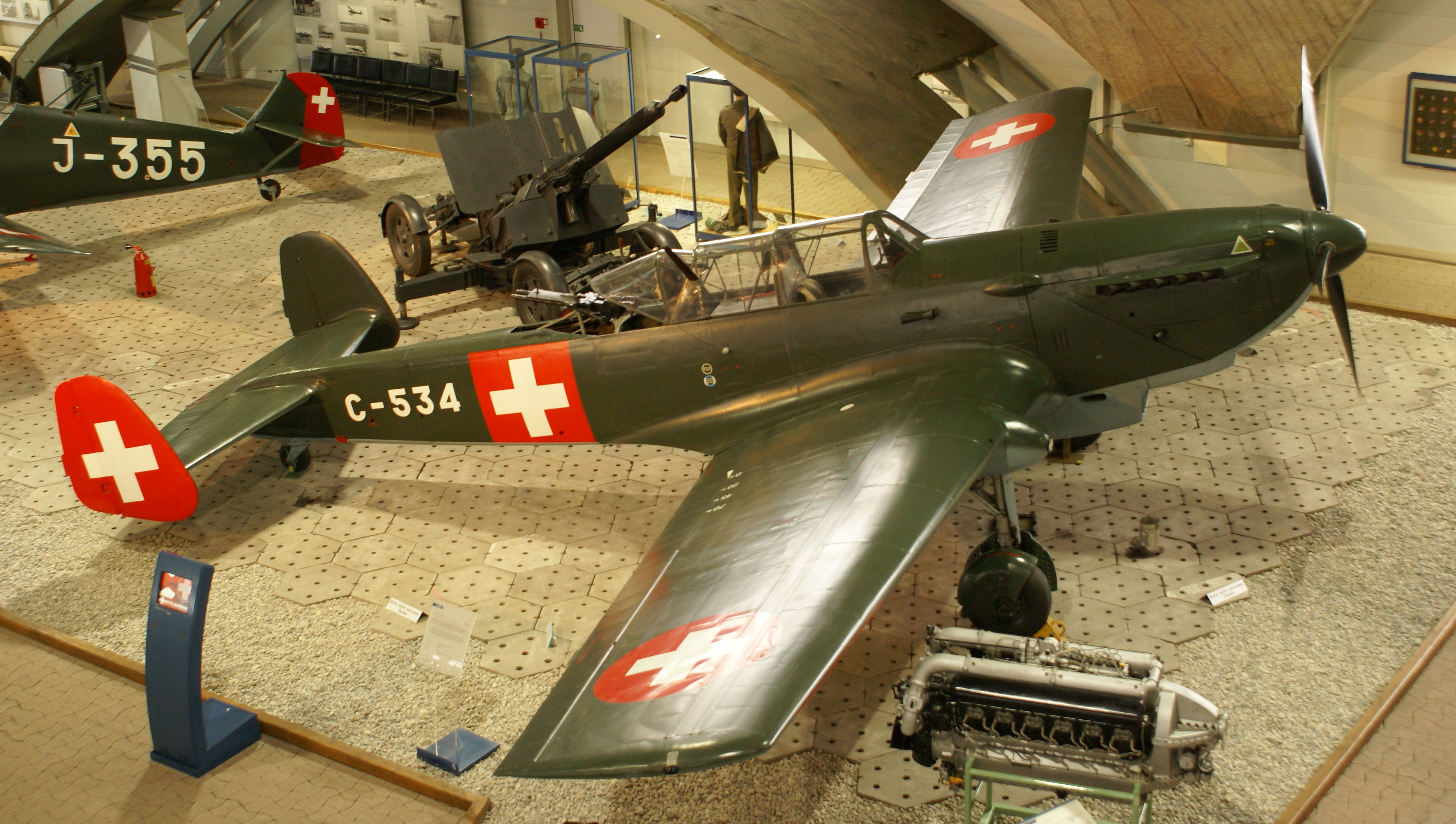
EKW C-36
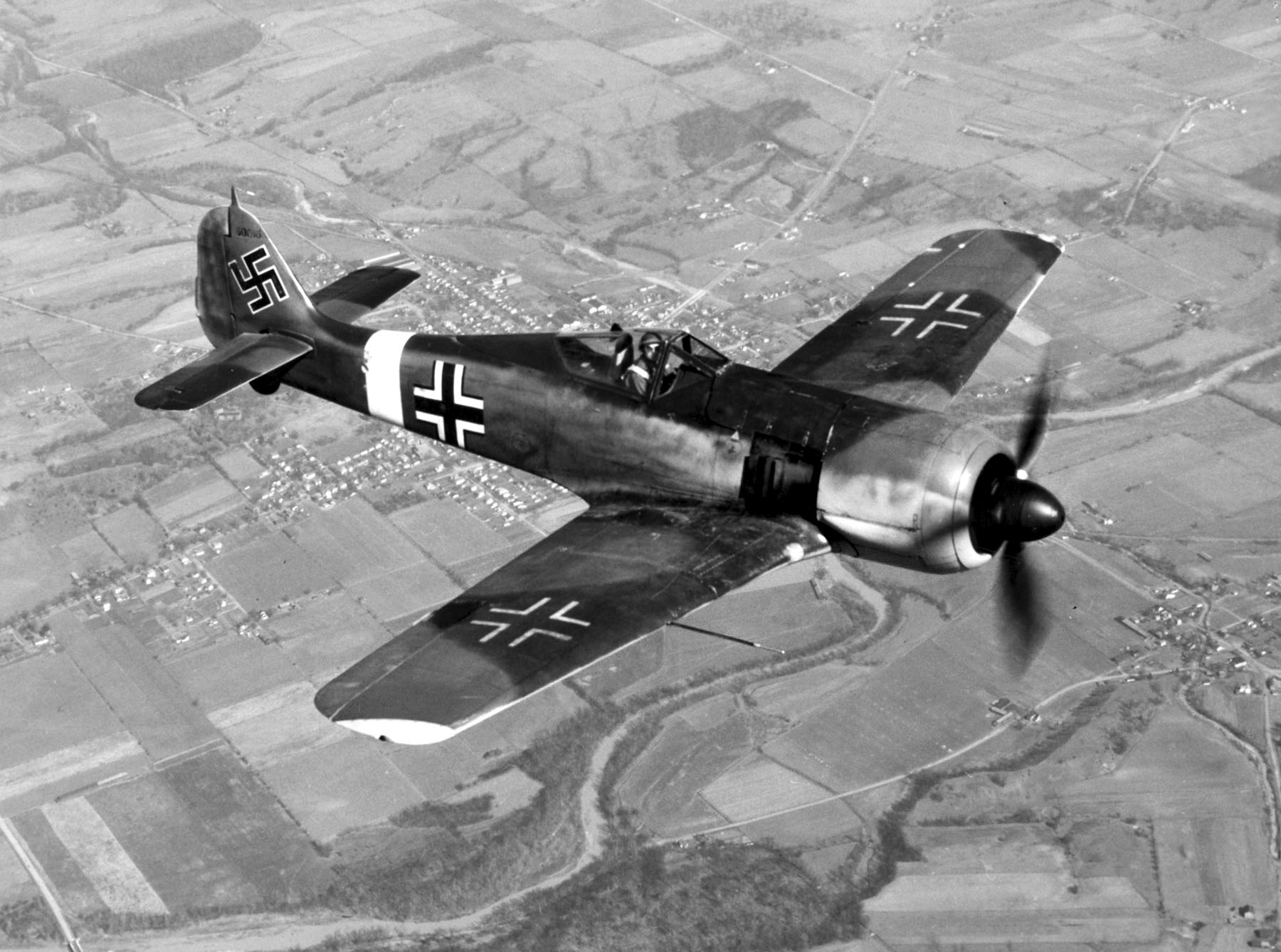
フォッケウルフ Fw 190 （6月1日）
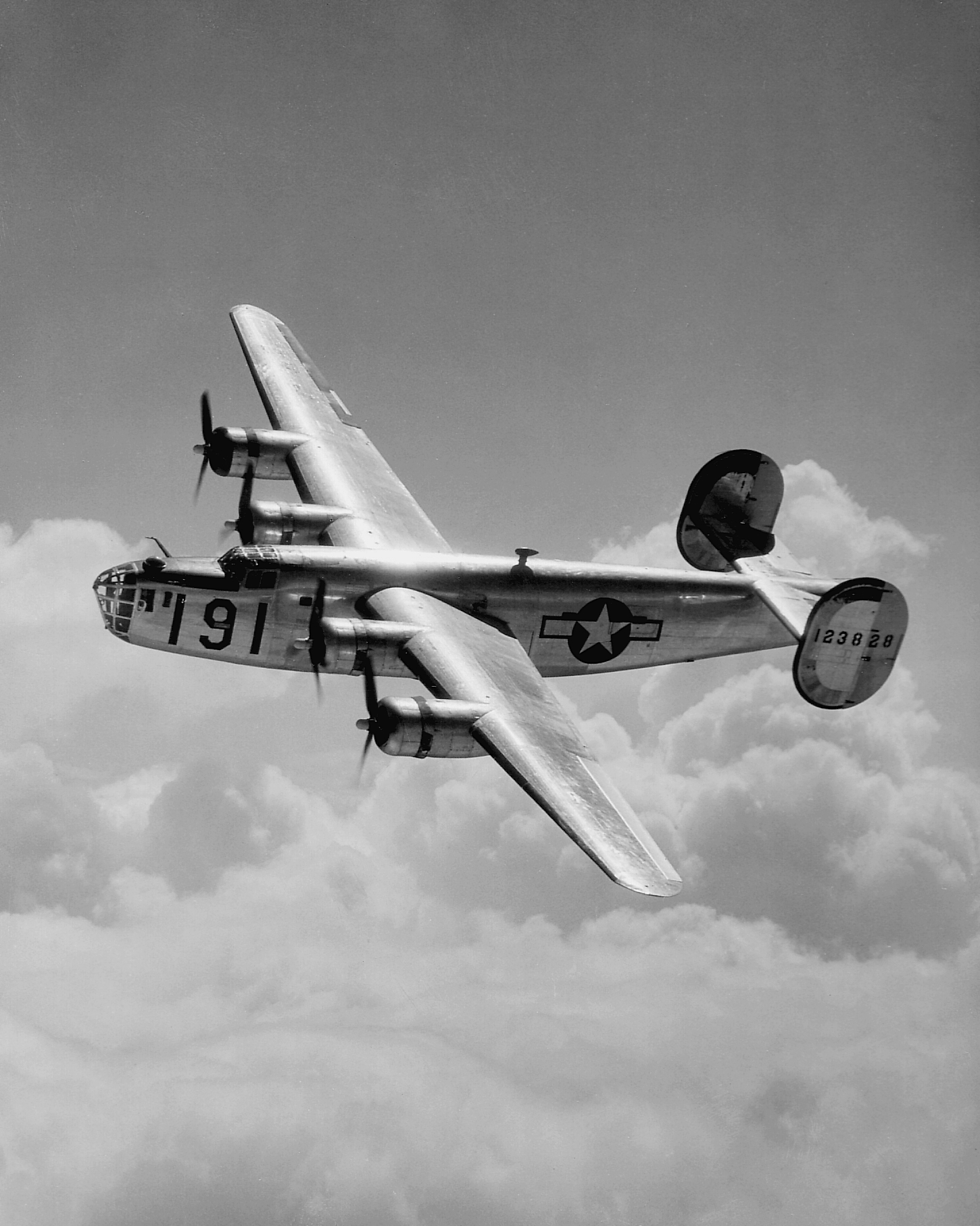
B-24 リベレーター （12月29日）

## 航空に関する賞の受賞者
- ハーモン・トロフィー： アレキサンダー・セバスキー、ジャクリーン・コクラン
- デラボー賞：フリッツ・ヴェンデル(Germany) Hans Dieterle (Germany)